# Ляшенко Ольга Володимирівна
Ляшенко Ольга Володимирівна (нар. 27 липня 1979, Харків, УРСР, СРСР) — українська художниця, живописиця та іконописиця, що проживає у Німеччині.

## Життєпис

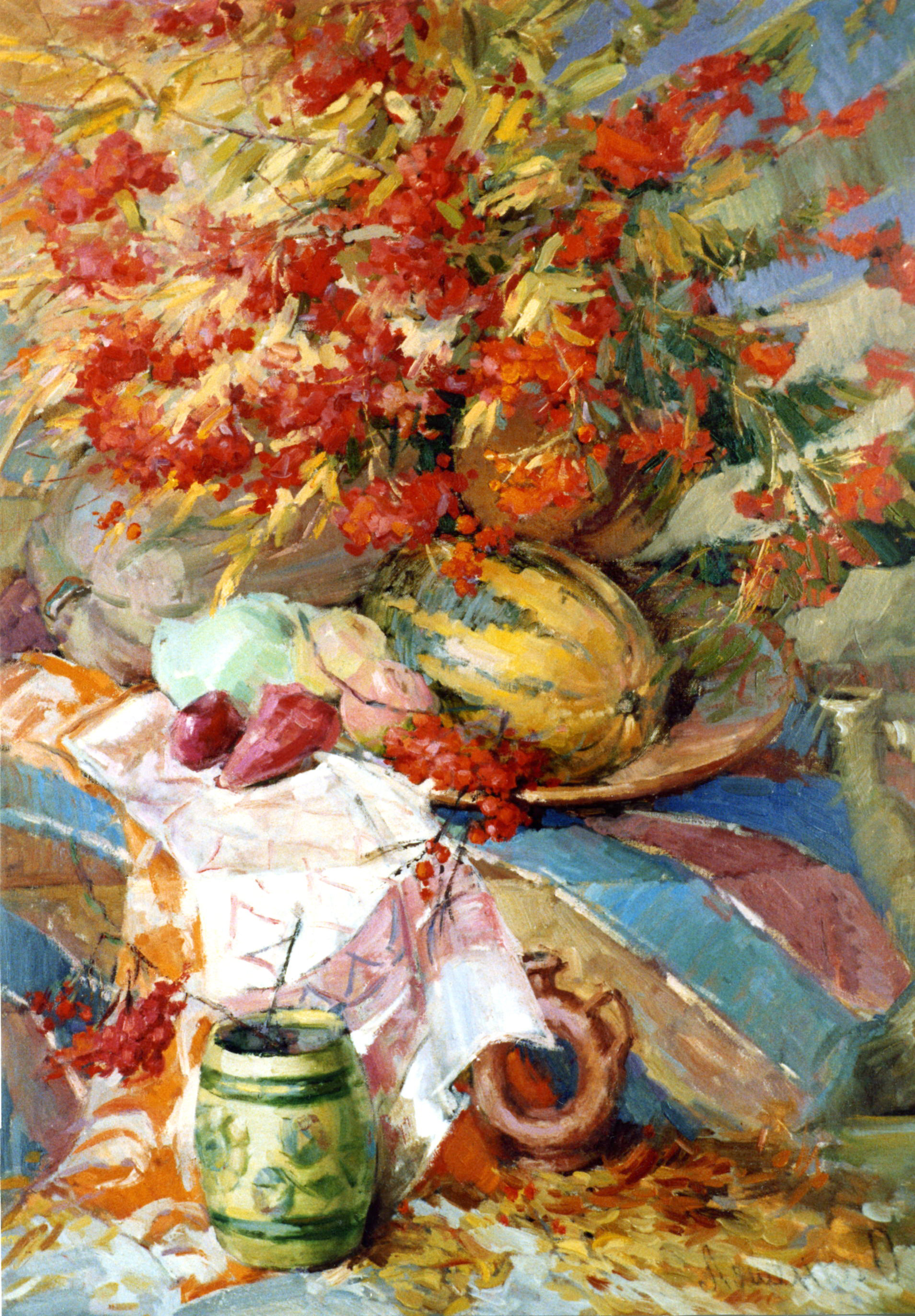
Українська осінь. 2004. Олійний живопис (студентська робота)

Ольга Ляшенко навчалася протягом 1996–1999 років у Харківському державному художньому училищі на факультеті образотворчого мистецтва в академіка Г. С. Коробова, Ю. Л. Дятлова та В. А. Старікова, де здобула освіту художниці. 1999 року розпочала навчання у Харківській державній Академії дизайну та мистецтв. Упродовж цього часу, поряд з такими мистецькими жанрами, як живопис та малюнок, вивчала реставрацію та іконопис. У 2006 році закінчила заклад з відзнакою і здобула освіту реставраторки, живописиці та іконописиці.
На початку жовтня 2010 року Ольга Ляшенко переїхала до Німеччини, щоб здобути другу вищу освіту у вищій професійні школі Ерфурта (Fachhochschule Erfurt) на відділенні консервації та реставрації за спеціалізацією монументальний живопис та архітектурні поверхні. Протягом 2012–2014 років була стипендіаткою всенімецької програми для обдарованих студентів — Deutschlandstipendium. Після успішного завершення навчання здобула науковий ступінь магістра мистецтв.
Ольга Ляшенко живе та займається творчістю в Баварії / Франконії.

## Живопис

Main.Leben (Майн.Життя), 2019. Змішана техніка

Ще протягом навчання Ляшенко черпала натхнення з творчості да Вінчі, Ріхтера та Марко Гейка. У цей період художниця присвятила себе літнім пленерам на півострові Крим. Для дипломної роботи створила станкову картину під назвою «Пасха», присвячену християнський тематиці. Протягом 1998–2010 років брала участь у різноманітних художніх виставках на України та у Росії.
З плином часу манера і техніка живопису Ляшенко змінилася. Замість традиційного академічного олійнийного живопису художниця почала використовувати змішану техніку. У квітні 2010 Ольга Ляшенко отримала відзнаку журі від Бориса Михайлова на інтернаціональному фестивалі «Non Stop Media V», що проводиться  Харківською муніципальною галереєю в рамках бієналі.
Її творчість розвивалась від реалістичного до образного та абстрактного мистецтва. В цій трансформації неможливо відокремити художні стилі. Більше присвячує себе Ляшенко мистецькій діяльності вже в Німеччині. З 2017 року вона є членкинею спілки художників Німеччини (BBK Bundesverband Bildender Künstlerinnen und Künstler). У 2020 році представила свою роботу на виставці художньої премії регіону Гасберге.
Одночасно із змінною техніки відбувається і тематична трансформація картин. Окрім класичних зображень пейзажів та натюрмортів, з’являються й інші теми. Мисткиня працює над різноманітнішими темами, які водночас утворюють її індивідуальний стиль та своєрідну манеру написання витвору. Зараз Ляшенко звертається більше до актуальних, сучасних та змістовних тем.

## Іконопис

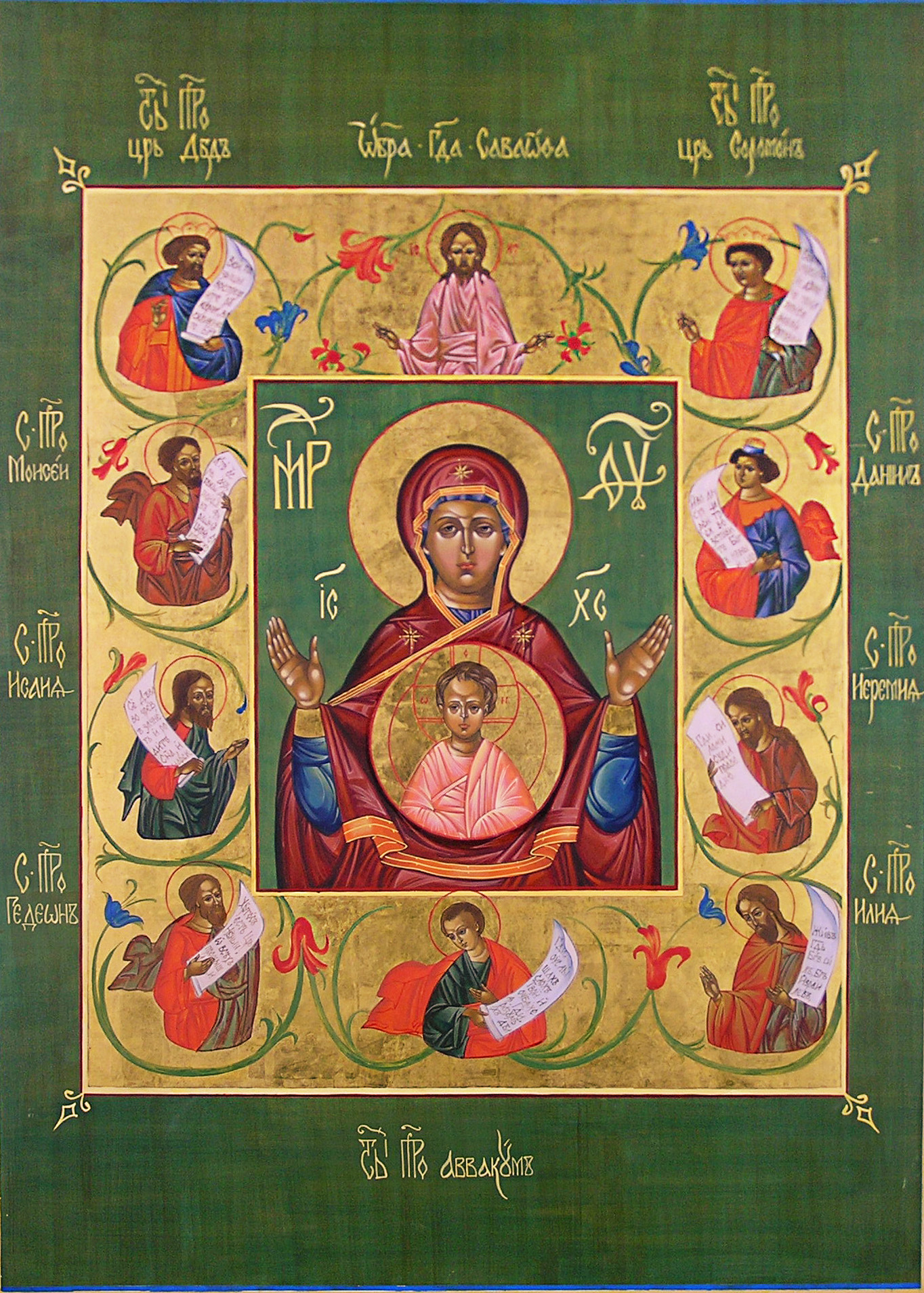
Знамення. Курська — Корінна, 2005. Темпера, сухозлітне золото ц. Народження Христа, с. Уланок, Курська область, Росія

У 13 років Ольга Ляшенко написала першу ікону. Пізніше під час навчання вона оволоділа різноманітними техніками іконопису, серед яких також темпера. У рамках дипломної роботи Ляшенко написала ікону «Знамення. Курська — Корінна» для церкви Народження Христа в селищі Уланок Курської області, Росія. В центрі ікони зображено Знамення Божої Матері в оточенні святих та стилізованого рослинного орнаменту.

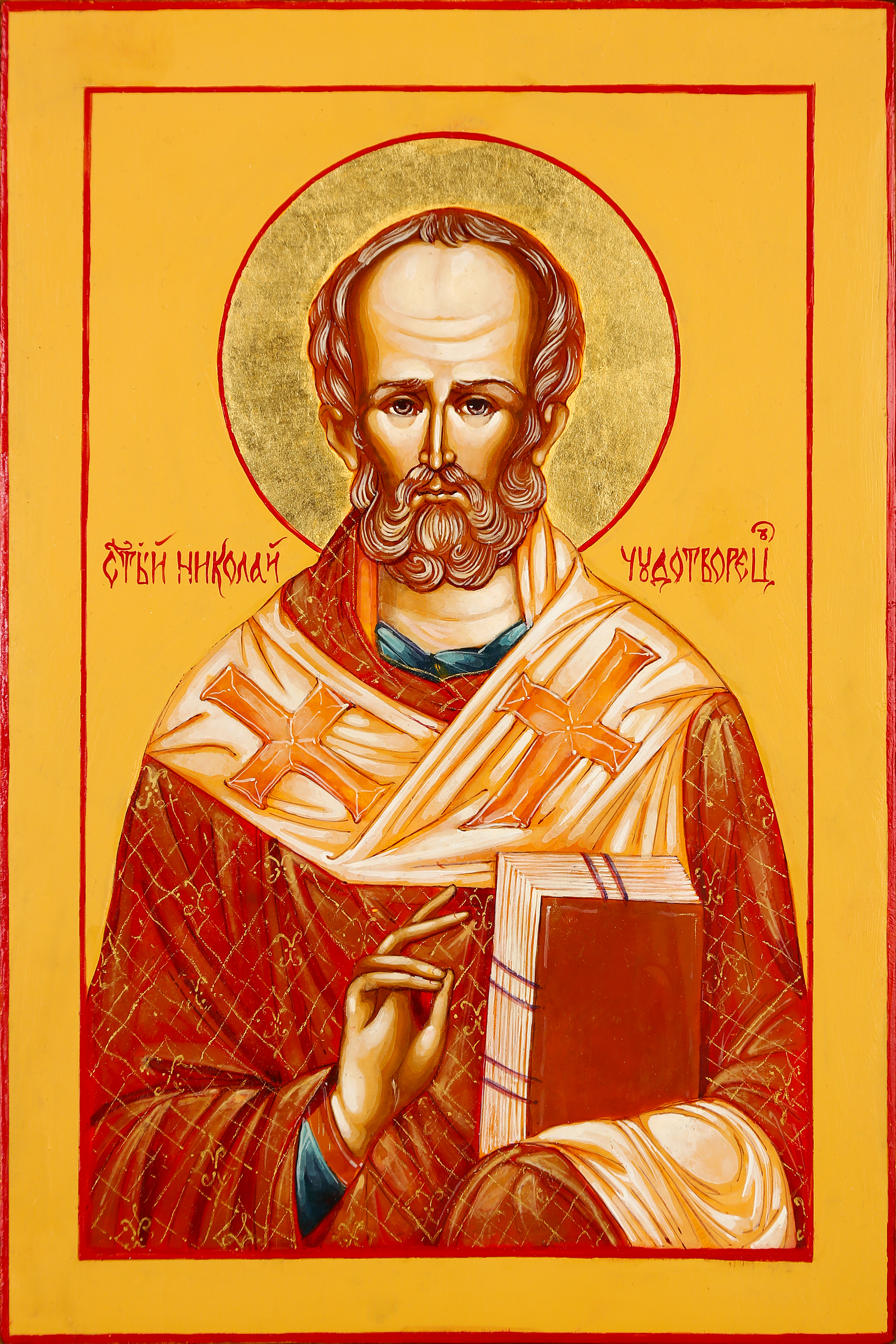
Микола Чудотворець 2021 темпера, сухозлітне золото

При написанні ікон Ляшенко спирається на візантійські іконописні канони. Вона пише ікони на дереві яєчною темперою. Для позолоти використовується сухозлітне золото.
Протягом 2012–2013 років Ляшенко створила іконостас для Успенського Єлецького жіночого монастиря у Чернігові, Україна. Всередині традиційно знаходиться ікона «Спас Вседержитель». Поряд з ним займають своє місце численні святі, зображені в повний зріст, та ангели у медальйонах.

## Виставки (вибірково)
- 2010: Non Stop Media V, спеціальна відзнака журі, Харківська муніципальна галерея, Харків, Україна (каталог)[5]
- 2014:  Beskidzkie Integracje Sztuki VIII (Бескидські інтеграції мистецтв VIII), Galleria Kukuczka (Галерея Кукучка), Істебна Польща (каталог)[6]

- 2016-2017: Galerie Kunsthandwerkerhof (Галерея мистецтв), Кенігсберг Німеччина[7]
- 2017: Zeigt her eure… (Покажи-но вашї...), BBK - Gallery in Kulturspeicher (Галерея спілки художників), Вюрцбург Німеччина
- 2018: Farben - Glanz (Сяйво фарб), Kunsthaus, Гасфурт Німеччина[8]
- 2018: Krokodil in der Suppe (Крокодил у супі), BBK - Gallery in Kulturspeicher (Галерея спілки художників), Вюрцбург Німеччина
- 2019: Neuaufnahmen/DIE NEUEN (Нові імена), BBK - Gallery in Kulturspeicher (Галерея спілки художників), Вюрцбург Німеччина[9]
- 2019-2020: Ikonen - Geschriebene Bilder (Ікони - писані картини), Місто-музей Мільтенберг, Мільтенберг Німеччина[10]
- 2020: PositivWir (Позитивні.ми), REGIOMED-лікарня, Кобург Німеччина
- 2020: H2O-Lebenselixier im Landkreis Haßberge (H2O-еліксир життя округу Гасберге), Замок-музей Oberschwappach Німеччина (супроводжуючий каталог)[11]
- 2021: FRAUENTAG 2021 (Міжнародний жіночий день 2021), BBK - Gallery (Галерея спілки художників онлайн), Вюрцбург Німеччина (поштові картки[12], художній календар[13])

- 2021: WELLE (Хвиля), BBK - Gallery in Kulturspeicher (Галерея спілки художників), Вюрцбург Німеччина
- 2021: was bleibt (що залишається), Heidelberger Forum für Kunst, Гейделберг Німеччина (каталог)[14]
- 2021: Sommerausstellung (літня виставка) BBK-Нижньої Франконії, Neue Galerie в монастирі Bronnbach, Вертгайм Німеччина
- 2021: NATUR - MENSCH 2021 (ПРИРОДА - ЛЮДИНА 2021), арт премія Sankt Andreas, Санкт-Андреасберг, національний парк Гарц Німеччина (каталог)[15]